# Samuel Allison
Pour les articles homonymes, voir Allison.
Samuel King Allison (13 novembre 1900 - 15 septembre 1965) est un physicien américain, surtout connu pour son rôle dans le projet Manhattan, pour lequel il reçoit la médaille du mérite. Il est directeur du laboratoire métallurgique de 1943 à 1944, puis travaille au laboratoire de Los Alamos - où il "monte le troupeau" sur les dernières étapes du projet dans le cadre du "Comité Cowpuncher", et lit le compte à rebours pour la détonation de l'essai nucléaire Trinity. Après la guerre, il retourne à l'Université de Chicago pour diriger l'Institut Enrico-Fermi et s'implique dans le « mouvement des scientifiques », faisant pression pour le contrôle civil des armes nucléaires.

## Jeunesse
Samuel King Allison est né à Chicago, Illinois, le 13 novembre 1900, fils de Samuel Buell Allison, directeur d'une école primaire. Il fait ses études à la John Fiske Grammar School et à la Hyde Park High School. Il entre à l'Université de Chicago en 1917 et participe à la natation universitaire et au basket-ball aquatique, tout en se spécialisant en mathématiques et en chimie. Il obtient son diplôme en 1921, puis entreprend son doctorat en chimie sous la direction de William Draper Harkins, rédigeant sa thèse sur "Atomic Stability III, the Effects of Electrical Discharge and High Temperatures", un sujet étroitement lié à la physique expérimentale.
Allison est chercheur à l'Université Harvard de 1923 à 1925, puis à la Carnegie Institution de 1925 à 1926. De 1926 à 1930, il enseigne la physique à l'Université de Californie à Berkeley en tant qu'instructeur, puis en tant que professeur associé. Là-bas, il rencontre et épouse Helen Campbell. Ils ont deux enfants, un fils, Samuel, et une fille, Catherine.

## Rayons X
En 1930, Allison retourne à l'Université de Chicago, où il devient professeur en 1942, et professeur de physique "Frank P. Hixon" en 1959. Il étudie l'effet Compton et la théorie dynamique de la diffraction des rayons X. À l'époque les Rayons X sont un moyen important d'étudier les structures atomiques, mais le concept selon lequel la lumière a à la fois des propriétés ondulatoires et particulaires, comme l'a démontré Arthur Compton, n'est pas universellement accepté. William Duane de Harvard dirige un effort de recherche pour prouver que l'interprétation de Compton de l'effet Compton est erronée, et Allison fait partie de cet effort. Duane mène une série d'expériences méticuleuses pour réfuter Compton, mais trouve plutôt des preuves que Compton a raison .
L'un des résultats de cela est qu'il co-écrit un manuel avec Compton, X-rays in Theory and Experiment (1935), qui est largement utilisé. Il développe un spectromètre à rayons X à haute résolution avec un étudiant diplômé, John Harry Williams. En 1935, Allison gagne une Bourse Guggenheim pour étudier au Laboratoire Cavendish à l'université de Cambridge en Angleterre où il étudie sous John Cockcroft. Il publie un article dans les Actes mathématiques de la Cambridge Philosophical Society sur ses "Expériences sur l'efficacité de la production et les demi-vies du radio-carbone et du radio-azote". Il est tellement impressionné par l'accélérateur Cockcroft-Walton du Cavendish Laboratory qu'après son retour à Chicago, il en construit un.

## Projet Manhattan
Pendant la Seconde Guerre mondiale, Allison s'implique dans des travaux liés à la défense. Il est consultant auprès du National Defense Research Committee (NDRC) d'octobre 1940 à janvier 1941. En janvier 1941, la NDRC lui laisse un contrat pour étudier la possibilité d'utiliser le béryllium comme modérateur de neutrons. L'équipe qu'il réunit à Chicago devient le Laboratoire Métallurgique du Projet Manhattan.
En septembre 1941, Allison rejoint la section S-1, qui coordonne les premières enquêtes sur la faisabilité d'une bombe atomique. Il commence à construire un réacteur dans les courts de squash sous les tribunes désaffectées du Stagg Field (en). Il devient chef de la section de chimie du Laboratoire métallurgique en janvier 1942 et en mars, son petit réacteur expérimental utilisant du béryllium se rapproche de la criticité que la conception modérée au graphite du groupe d'Enrico Fermi à l'Université Columbia. En 1942, Compton réunit tous les groupes de recherche travaillant sur le plutonium et la conception de réacteurs nucléaires à l'Université de Columbia, à l'Université de Princeton et à l'Université de Californie au Laboratoire métallurgique de Chicago. Allison est chargée des travaux expérimentaux.
En octobre 1942, le Laboratoire métallurgique devait réfléchir à la manière dont il procéderait à la conception de grands réacteurs de production alors qu'il n'avait pas encore réussi à faire fonctionner un réacteur expérimental. Fermi préfère faire de petits pas, tandis qu'Allison et Eugene Wigner soutiennent que des pas plus grands sont nécessaires si les bombes atomiques devaient être développées à temps pour affecter le cours de la guerre. Le directeur du projet Manhattan, le brigadier général Leslie Richard Groves, leur dit que le temps est plus important que l'argent, et que si deux approches semblent prometteuses, ils doivent construire les deux. Finalement, c'est ce qui est fait. Allison est l'un des 49 scientifiques qui voient le projet faire un bond en avant lorsque Chicago Pile-1 devient critique à Stagg Field le 2 décembre 1942. Alors que le projet de réacteur de Compton commence à se répandre à l'extérieur de Chicago en 1943, Allison devient directeur du laboratoire métallurgique en juin 1943 .
À la fin de 1944, le lieu du projet Manhattan se déplace vers le laboratoire de Los Alamos au Nouveau-Mexique, et Allison s'y rend en novembre 1944 en tant que président du comité technique et de planification. Il informe Groves en mars 1945 qu'une arme nucléaire de type implosion serait prête à être testée en juillet. Allison fait partie du "Comité Cowpuncher" qui "monte le troupeau" sur le projet d'implosion, s'assurant qu'il reste sur la bonne voie et dans les délais. À juste titre, c'est lui qui lit le Compte à rebours sur les haut-parleurs lors de l'essai nucléaire de Trinity en juillet 1945. Groves remet à Allison la médaille du mérite pour son travail sur le projet Manhattan lors d'une cérémonie à l'Université de Chicago le 12 janvier 1946.

## Dernières années
Après la guerre, Allison est directeur de l'Institut Enrico-Fermi de 1946 à 1957, puis de 1963 à 1965. Il est président de la section de physique du Conseil national de recherches de 1960 à 1963 et président de son comité des sciences nucléaires de 1962 à 1965. Il est actif dans le "mouvement des scientifiques" pour le contrôle des armes atomiques. Les scientifiques réussissent à faire pression pour que les armes nucléaires soient sous contrôle civil plutôt que militaire, ce qui est finalement inscrit dans la loi sur l'énergie atomique de 1946.
Allison reconstruit son accélérateur, qu'il appelle le "kevatron", pour accélérer des particules à des énergies de 400 KeV. Le nom fait référence au bevatron massif en cours de construction au Lawrence Berkeley Laboratory, qui devait accélérer les particules à des milliards d'électron-volts. Il est un pionnier de ce qui est connu sous le nom de "physique des ions lourds", accélérant les protons et les deutérons et utilisant le lithium et le béryllium comme cibles. Les données sur ces réactions des éléments légers s'avèrent par la suite utiles dans l'étude de la nucléosynthèse stellaire.
Plus tard, Allison acquiert un générateur Van de Graaff de 2 MeV, et il rappelle un vieil article sur la production d'ions lithium à partir de minéraux comme l'Eucryptite. Cela lui permet de produire un faisceau d'ions lithium de 1,2 MeV. Il crée des isotopes jusqu'alors inconnus du bore et d'autres éléments légers, et mesure leurs sections efficaces de capture de neutrons. Un effet secondaire de ce travail est une méthode pour analyser les matériaux de surface où l'analyse chimique n'est pas disponible. Son collègue Anthony L. Turkevich l'utilise ensuite pour analyser la composition de la Lune lors des dernières missions du programme Surveyor.
Allison est décédé des suites d'un anévrisme aortique le 15 septembre 1965 alors qu'il assistait à la conférence de recherche sur la physique des plasmas et la fusion nucléaire contrôlée à Culham, en Angleterre. Ses archives sont conservés à l'American Institute of Physics.